# Wulfnoth Cild
Pour les articles homonymes, voir Wulfnoth.
Wulfnoth Cild (mort en 1014 au plus tard) est un thegn anglais actif au début du XIe siècle. Originaire du Sussex, il est généralement considéré comme le père de Godwin, comte de Wessex sous le règne d'Édouard le Confesseur.
L'épithète cild, ancêtre de l'anglais moderne child « enfant », peut également désigner en vieil anglais un jeune homme ou un guerrier, mais il est généralement employé pour des individus de haut rang.

## Biographie
La Chronique anglo-saxonne rapporte qu'en 1008, le roi Æthelred le Malavisé ordonne la construction d'une grande flotte anglaise pour mieux défendre les côtes du royaume contre les attaques des Vikings. Cette flotte est réunie l'année suivante à Sandwich, dans le Kent. À cette occasion, le thegn du Sussex Wulfnoth Cild est accusé de crimes inconnus par Beorhtric, le frère de l'ealdorman Eadric Streona. En réaction, Wulfnoth prend la fuite avec vingt navires et se livre à des raids sur la côte sud de l'Angleterre. Beorhtric prend la tête de quatre-vingts navires et s'engage à capturer Wulfnoth mort ou vif, mais sa flotte est dévastée par une tempête, et Wulfnoth vient mettre le feu aux navires restants. Ce désastre réduit à néant les efforts entrepris pour lutter contre les Vikings, qui poursuivent leurs déprédations.
Le manuscrit F de la Chronique précise que ce Wulfnoth est « le père du comte Godwin ». Plusieurs indices confirment cette ascendance, notamment le fait que la famille de Godwin possède de nombreuses terres dans le Sussex, comté d'origine de Wulfnoth. L'un de ces domaines est celui de Compton, que le prince Æthelstan lègue à « Godwin, fils de Wulfnoth » dans son testament, établi le 25 juin 1014. Ce testament précise que le domaine appartenait auparavant au père de Godwin, ce qui implique que Wulfnoth est mort avant cette date,.
L'ascendance de Godwin est inconnue au-delà de Wulfnoth. Une théorie minoritaire, notamment défendue par Frank Barlow, en fait un descendant du roi Æthelred via l'ealdorman Æthelweard, mais la majorité des historiens ne la prennent pas en considération.